# Área de Proteção Ambiental Municipal do Capivari-Monos
A Área de Proteção Ambiental Municipal do Capivari-Monos ou APA Capivari-Monos é a primeira unidade de conservação da natureza desta categoria criada no município de São Paulo, estando localizada na sub-prefeitura de Parelheiros e Marsilac. Com 25 mil ha, ou seja; 1/6 da área do município. Foi criada 9 de julho de 2001, e está dentro da Reserva da Biosfera do Cinturão Verde de São Paulo, bem como das áreas de proteção de mananciais das bacias hidrográficas Guarapiranga, Billings e Capivari-Monos. 
A vegetação é totalmente de Mata Atlântica, e APA, reserva estratégica de água potável para o município de São Paulo é tampão entre o Parque Estadual da Serra do Mar e a cidade. Abriga as nascentes do rio Embu-Guaçu, principal tributário da Represa Guarapiranga.
Existem na APA pequenas áreas de mata primária, cercadas por matas secundárias, em diferentes estágios de regeneração. Há também um grande número de cachoeiras, e o potencial para ecoturismo (permitido em APAs) é significativa.
Também dentro da APA, há três aldeias dos índios guarani: Krukutu, Morro da Saudade e Rio Branco - esta última, dentro do Parque Estadual da Serra do Mar.
Outros usos da área incluem chácaras de recreio e pequenos sítios de horticultura e floricultura, bem como clubes e um pequeno núcleo urbano, antigo, em Engenheiro Marsilac.
Por outro lado, existe um número crescente de loteamentos irregulares e invasões de terras.